# Appalachia (regio)

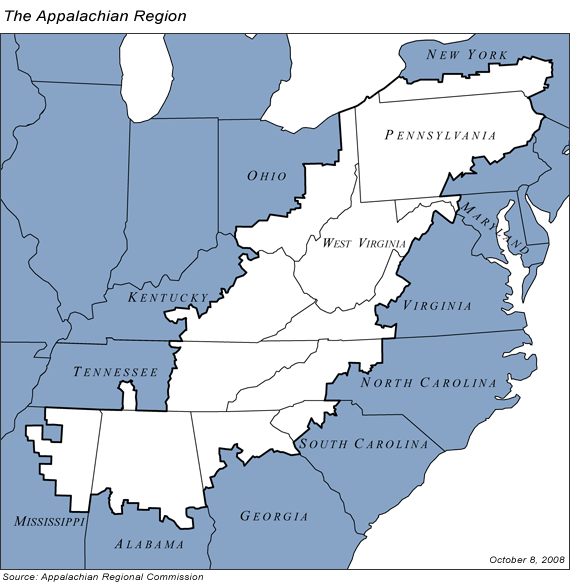
Kaart van de county's die deel uitmaken van de Appalachian Regional Commission.

Appalachia is een regio in het oosten van de Verenigde Staten die zich uitstrekt van het zuiden van de staat New York tot in het noorden van Alabama, Mississippi en Georgia. De Appalachen zelf, waarnaar de regio vernoemd is, lopen van Newfoundland in Canada tot aan Cheaha Mountain in Alabama, maar Appalachia – de culturele regio – beperkt zich tot het centrale en zuidelijke deel van die langgerekte bergketen. Er wonen ongeveer 23 miljoen mensen.
Appalachia werd in de late 19e eeuw erkend als een afzonderlijke streek. Sindsdien zijn er verschillende mythes en vertekeningen over Appalachia en haar inwoners ontstaan. Sensationalistische journalistiek in de vroege 20e eeuw richtte zich vooral op opvallende en uitzonderlijke regionale verschijnselen zoals moonshining en familievetes. In de populaire media worden de inwoners van Appalachia nog vaak stereotiep uitgebeeld, als laagopgeleid en impulsief gewelddadig. De regio kampte wel degelijk lange tijd met armoede en economische achterstand.

## Openluchtmuseum
In Norris, Tennessee, is sinds 1969 het cultuurhistorische Museum of Appalachia gevestigd. In het openluchtmuseum zijn tientallen authentieke huizen herbouwd en worden allerlei authentieke objecten getoond. Daarnaast zijn er jaarlijks meerdere evenementen in het museum en wordt aandacht geschonken aan oude ambachten en muziek uit deze regio.